# James Dever
Pour les articles homonymes, voir Dever.
James Dever (1825-1904) est un homme d'affaires et un homme politique canadien du Nouveau-Brunswick.
James Dever naît le 2 mai 1825 à Ballyshannon, en Irlande, et émigre avec ses parents à Saint-Jean, au Nouveau-Brunswick.
Il est nommé sénateur le 14 mars 1868 sur avis de John Alexander MacDonald. Affilié au parti libéral, il assume ses fonctions durant plus de 36 ans, jusqu'à sa mort intervenue le 7 mai 1904.